# Katai Tayama
Katai Tayama (jap. 田山 花袋 Tayama Katai), właśc. Rokuya Tayama (jap. 田山 録弥 Tayama Rokuya; ur. 22 stycznia 1872, zm. 13 maja 1930) – japoński pisarz, jeden z prekursorów naturalizmu w literaturze japońskiej.
Urodził się w Tatebayashi w prefekturze Gunma, w rodzinie o korzeniach samurajskich. Jego ojciec, Shōjūrō, poległ w buncie Satsumy w 1877 roku, co odbiło się na osobowości Kataia, przekonanego przez całe życie o złym i niesprawiedliwym urządzeniu świata. W 1886 roku przeprowadził się wraz z rodziną do Tokio. Nie dostawszy się do wojska i nie mogąc pozwolić sobie na kosztowne studia prawnicze, zwrócił się ku twórczości literackiej, do której wykazywał talent od wczesnej młodości. Dzięki pomocy Kōyō Ozakiego zaczął publikować na łamach prasy. Od 1896 roku związał się z grupą literacką istniejącą wokół miesięcznika literackiego Bungakukai („Świat Literatury”, 1893–1897; druga wersja tego pisma istnieje od 1933 roku do dzisiaj).
Początkowo tworzył w duchu romantycznym. W owym młodzieńczym okresie głównym tematem jego twórczości jest tragiczny, niespełniony kochanek, jak w opowiadaniu Shōshijin z 1893 roku. Z czasem, poznawszy poprzez przekłady angielskie twórczość autorów francuskich (Émile Zola i Guy de Maupassant) oraz niemieckich (Hermann Sudermann i Gerhart Hauptmann), zwrócił się ku naturalizmowi. W zawierających w większości autobiograficzne wątki powieściach Tayamy, takich jak Futon (Kołdra, 1907), Inaka kyōshi (Wiejski nauczyciel, 1909), Ippeisotsu no jūsatsu (1917) czy Momoyo (1930), znalazły odbicie różne wydarzenia z życia autora, wśród których najważniejszymi były udział jako korespondent w wojnie rosyjsko-japońskiej (1904–1905) oraz trwający od 1907 roku wieloletni związek z gejszą Yone Iidą, w którym pozostawał pomimo zawarcia w 1899 roku małżeństwa z inną kobietą. Pomiędzy 1913 a 1916 rokiem Tayama zwrócił się ku buddyzmowi, co wpłynęło na mniej naturalistyczny i bardziej osobisty charakter jego późnej twórczości.